# 常心
常心（1556年—1588年），字幼若，號方田，河南開封府鄭州人，民籍，明朝政治人物。

## 生平
萬曆七年（1579年）己卯科河南鄉試第九名，萬曆十一年（1583年）癸未科會試第一百三十三名，登三甲第二百五十五名進士。吏部觀政，次年授官淮安府推官，丁憂，十六年卒。

## 家族
曾祖常紳；祖父常江，曾任儒官；父常貴（1511年-1587年），字道充，號攬泉，曾任儒官。前母張氏；母宋氏。具庆下。弟常産。